# 河野愛子
河野 愛子（こうの あいこ、1922年10月8日 - 1989年8月9日）は、歌人。栃木県宇都宮市出身。
軍人の家系に生まれる。広島女学院高等女学校卒。1947年、「アララギ」に入会し、土屋文明に師事。1951年、『未来』創刊に参加。以後その中心女流歌人として、鋭いメタフィジカルな作風で活躍。門下に中川佐和子、干場しおりなど。1982年、『リリヤンの笠飾』で第18回短歌研究賞受賞。1983年、『黒羅』で第8回現代短歌女流賞受賞。

## 著書
- 木の間の道(未来・歌集シリーズ〈第1篇〉) 白玉書房 (1955年)
- 草の翳りに 歌集 新星書房 (1966年)
- 現代(合同歌集) 短歌新聞社 (1969年)
- 魚文光 歌集 思潮社 (1972年)
- 鳥眉 歌集 短歌新聞社 (1977年)
- 河野愛子歌集(現代歌人文庫〈13〉) 国文社 (1978年)
- 木女魚女 歌集(現代歌人叢書〈54〉) 短歌新聞社 (1981年)
- 月とスカーフ 歌集 沖積舎 (1981年)
- 黒羅 歌集 不識書院 (1983年)
- 河野愛子歌集1940-77 沖積舎 (1986年) ISBN 978-4806010081
- 反花篇（現代短歌全集 50） 短歌新聞社 (1986年)
- 河野愛子集(現代短歌入門 自解100歌選 1・7) 牧羊社 (1987年) ISBN 978-4833301381
- 夜は流れる 歌集 不識書院 (1988年)
- 光ある中に 歌集 不識書院 (1989年)
- 河野愛子歌集(現代短歌文庫) 砂子屋書房 (2000年) ISBN 978-4790404972

## 代表歌
- やがて吾は二十となるか二十とはいたく美しきアクセントかな／初期作品『ほのかなる孤独』
- ベッドの上にひとときパラソルを拡げつつ癒ゆる日あれな唯一人の為／『木の間の道』
- 触覚の如く恐れにみちてゐる今日の心と書きしるすのみ／『草の翳りに』
- 梳けばかく光まつはる髪にして厭離の方になづさひにける／『魚分光』
- 一夜きみの髮もて砂の上を引摺りゆくわれはやぶれたる水仙として／『鳥眉』
- 肉叢は死にはんなりとひつそりと水のくちびるを受けやしぬらむ／『光の中に』

## 関連事項
- 河野愛子賞
- 歌人一覧